# Hrvatska enciklopedija (Ujević)
Hrvatska enciklopedija (latinsko Encyclopedia Croatica) je splošna enciklopedija v hrvaščini, ki jo je izdal Hrvatski založniško-bibliografski zavod v Zagrebu. Od 1941 do 1945 je izšlo pet od načrtovanih dvanajstih zvezkov. Glavni in odgovorni urednik je bil Mate Ujević.

## Zvezki
| Zvezek | Pisma                | Leto izdaja        | Strani | Ime založnika                                 |
| ------ | -------------------- | ------------------ | ------ | --------------------------------------------- |
| 1.     | A–Automobil          | 10. februarja 1941 | 808    | Izdal Konzorcij hrvatske enciklopedije        |
| 2.     | Autonomaši–Boito     | 20. decembra 1941  | 728    |                                               |
| 3.     | Boja–Cleveland       | 21. oktobra 1942   | 800    | Izdal Hrvatski založniško-bibliografski zavod |
| 4.     | Cliachit–Diktis      | 1942               | 776    |                                               |
| 5.     | Dilatacija–Elektrika | 2. maja 1945       | 738    |                                               |